# 永井尚房
永井 尚房（ながい なおふさ）は、江戸時代前期の山城国淀藩の世嗣。官位は従五位下・越中守。

## 略歴
2代藩主・永井尚征（のち丹後国宮津藩主）の長男として誕生。母は毛利秀元の娘・長菊子。正室は立花忠茂の五女。
淀藩主の嫡子として生まれ、承応元年（1652年）徳川家綱に拝謁する。翌承応3年（1653年）に叙任するが、家督相続前の寛文5年（1665年）に29歳で早世した。吉原で遊郭遊びの最中に横死したとも伝わる。

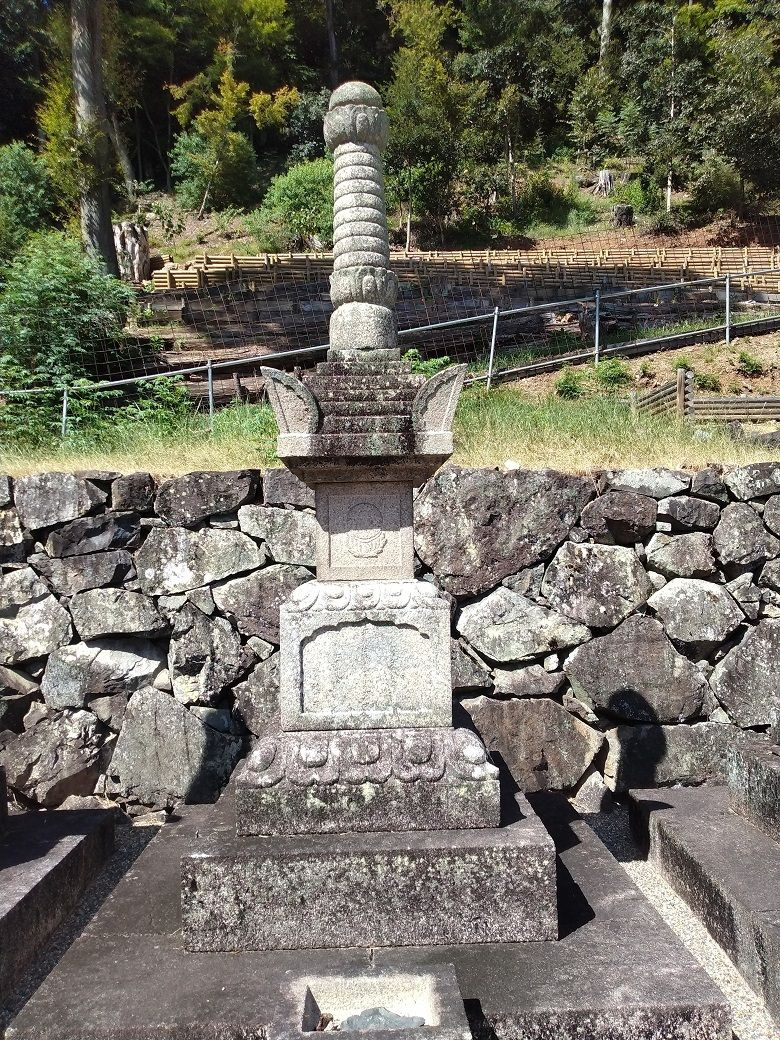
永井尚房の墓(宇治市興聖寺)

代わって、弟の尚長が嫡子となった。